# Louis Geoffroy
Louis Geoffroy (* 5. November 1803; † 11. Juli 1858) war ein französischer Richter und Schriftsteller, der 1836 mit dem Buch Napoléon et la conquête du monde. 1812 à 1832. Histoire de la monarchie universelle eines der ersten Werke kontrafaktischer Geschichtsschreibung verfasste. Sein vollständiger Name war Louis-Napoléon Geoffroy-Château. Geoffroy war ein Adoptivsohn von Napoleon Bonaparte, sein leiblicher Vater war in der Schlacht bei Austerlitz gefallen.

## „Napoléon et la conquête du monde“ (Napoleon und die Eroberung der Welt)
In seiner kontrafaktischen Erzählung, die in späteren Auflagen auch Napoleon Apocryphe genannt wird, lässt Geoffroy Napoleons Armee 1812 siegreich über Moskau hinaus nach St. Petersburg ziehen, die russische Armee vernichtend schlagen, Zar Alexander I. gefangen nehmen und dann Schweden besetzen. Nachdem Napoleon das Königreich Polen wiederhergestellt hat und dann Spanien erobert, starten seine Truppen eine Invasion nach England und vernichten in der Schlacht von Cambridge die englische Armee. England wird zum Teil Frankreichs und in 22 Departements aufgeteilt. 1817 hat er Preußen von der Landkarte getilgt, und 1821 besiegt er in Palästina eine große muslimische Streitmacht. Er zerstört sämtliche Moscheen der Stadt und überführt den schwarzen Stein aus der Ruine des Felsendoms nach Paris.
Bald darauf erobert Napoleon Asien einschließlich China und Japan, wo er alle Heiligtümer anderer Religionen zerstört, und erzwingt die Hegemonie über Afrika. 1827 wird er auf einem Kongress in Panama von allen nord- und südamerikanischen Staatsoberhäuptern aufgefordert, Amerika unter Kontrolle zu nehmen. In seiner Antrittsrede als Weltherrscher verkündet Napoleon, die universelle Monarchie werde in seinem Geschlecht vererbt und es werde von jetzt an auf dem Globus bis zum Ende aller Zeiten nur eine Nation geben. Der Papst verleiht ihm den Titel „Eure Allmacht“.
Das Buch büßte laut Richard J. Evans durch zwei Jahrhunderte nichts an Faszination und Anziehungskraft ein und wurde mehrfach neu aufgelegt, „damit die Franzosen nicht vergaßen, wie es auch hätte kommen können“.